# Edwina Booth
Edwina Booth (nacida como Josephine Constance Woodruff; 13 de septiembre de 1904-18 de mayo de 1991) fue una actriz estadounidense. Es conocida por la película de 1931 Trader Horn, durante la filmación contrajo una enfermedad que puso fin a su carrera cinematográfica.

## Primeros años
Nació en Provo, Utah, el 13 de septiembre de 1904, hija de James Lloyd Woodruff y Josephine Booth Woodruff. Era la mayor de sus cinco hijos. Su padre era médico. Sufría hipoglucemia, lo que la dejaba con poca energía y le impedía completar ningún curso escolar. Su familia se trasladó a Venice, California, en 1921 porque su padre contrajo gripe. De joven, Woodruff veía muchas películas en su tiempo libre.
Su nombre artístico era Edwina Booth: su tío abuelo favorito se llamaba Edwin y el apellido de su abuelo era Booth.

## Carrera
Booth fue descubierta mientras tomaba el sol en una playa de California por el director E. J. Babille. Éste le dio una tarjeta de visita y pocos días después Booth acudió al Metropolitan Studio para hacer su primera prueba de cámara. Consiguió su primer papel en 1926 en una película muda. En 1928, Booth formó parte del reparto de Manhattan Cocktail, dirigida por Dorothy Arzner. Estaba de vacaciones tras una actuación en 1927 cuando el director de cine E. Mason Hopper la vio y le ofreció un papel en una película de Marie Prevost. Metro-Goldwyn-Mayer (MGM) quedó impresionada con ella y contrató a Booth para papeles secundarios.
Su oportunidad de alcanzar el estrellato llegó cuando el estudio la eligió para su nueva epopeya selvática Trader Horn, junto con Harry Carey. MGM dotó a la producción de un presupuesto bastante elevado y envió al reparto y al equipo a África Oriental. Hasta 1929, las únicas películas rodadas en África eran relatos de viajes, pero MGM esperaba que la idea de "rodar en exteriores" aumentara el atractivo comercial de la película. El equipo era inexperto y estaba mal equipado para rodar en África, un problema agravado por la decisión de última hora de MGM de rodar la película con sonido.
Cuando Booth salió de Estados Unidos, tenía 40 grados de fiebre. En África tuvo que soportar el calor y los insectos, y se cortó con la hierba de los elefantes. Durante el rodaje, llevaba ropa de piel de mono y dientes de león. Booth contrajo malaria durante el rodaje. Booth también sufrió una insolación y se cayó de un árbol. (En una entrevista con Dick Cavett en 1973, Katharine Hepburn dijo que Booth contrajo esquistosomiasis, y afirmó incorrectamente que Booth había muerto.) Su papel en la película, "The White Goddess", requería poca ropa, lo que probablemente aumentó su susceptibilidad. La producción duró varios meses (mucho más que el tiempo medio de producción en aquella época), y la película no se estrenó hasta 1931. A pesar de los numerosos problemas de producción de la película, Trader Horn fue un éxito y obtuvo una nominación al Oscar a la mejor película.
A Booth le fue mucho peor; tardó seis años en recuperarse físicamente. Demandó a MGM por más de un millón de dólares, alegando que le habían proporcionado protección y ropa inadecuadas durante el rodaje en África. Afirmó que la habían obligado a tomar el sol desnuda durante largos periodos de tiempo durante el rodaje. El caso recibió mucha atención en la prensa sensacionalista y finalmente se llegó a un acuerdo extrajudicial. Según algunas fuentes, no se dieron a conocer las condiciones; Sin embargo, los archivos de la Universidad Brigham Young indican que llegó a un acuerdo por 35.000 dólares, lo que equivale al menos a 600.000 dólares en dinero actual.
La carrera como actriz de Booth nunca se recuperó de la debacle de la MGM. Ni MGM ni los demás grandes estudios tenían intención de contratarla, lo que creó una oportunidad para el productor Nat Levine, de la productora de bajo presupuesto Mascot Pictures. Levine vio la oportunidad de aprovechar el éxito de Trader Horn reuniendo a sus estrellas Harry Carey y Edwina Booth para dos seriales de aventuras, The Vanishing Legion y The Last of the Mohicans. Las películas tuvieron éxito dentro de su limitado mercado, pero no consiguieron impulsar la carrera cinematográfica de Booth.[cita requerida]

## Años posteriores
En 1935, Booth y su padre viajaron a Europa en busca de tratamiento médico. Cuando regresó a Estados Unidos, la recluyeron en un cuarto oscuro. Más adelante se negó a hablar de su época de estrella de cine. Booth se retiró por completo de la escena pública, aunque siguió recibiendo cartas de admiradores durante el resto de su vida. Declaró que dedicaría todo su ocio futuro y gran parte de sus ganancias a aliviar el sufrimiento humano. "Mis años de enfermedad no han sido en vano", informó a la prensa local. "He aprendido a amar a la humanidad".[cita requerida] Se hizo más activa en la Iglesia de Jesucristo de los Santos de los Últimos Días y trabajó en el Templo de Los Ángeles, California.

## Matrimonios
Booth se casó tres veces. Todas las uniones fueron sin hijos. Anthony Shuck, su primer marido, anuló su matrimonio poco después de su regreso de África. Se casó con su segundo marido, Urial Leo Higham, el 21 de noviembre de 1951; falleció en 1957. Su tercer marido fue Reinold Fehlberg. Estuvieron casados desde 1959 hasta su muerte en 1983. Hubo muchos rumores e informes falsos sobre su fallecimiento hasta su muerte real el 18 de mayo de 1991.
Murió de insuficiencia cardiaca en Long Beach, California. Fue enterrada en el Woodlawn Memorial Cemetery en Santa Mónica.

## Filmografía
| Año  | Película                 | Papel                       | Notas                                   |
| ---- | ------------------------ | --------------------------- | --------------------------------------- |
| 1928 | Manhattan Cocktail       |                             |                                         |
| 1929 | Our Modern Maidens       | Papel indeterminado         | Sin acreditar                           |
| 1931 | Trader Horn              | Nina Trent, la diosa blanca |                                         |
| 1931 | The Vanishing Legion     | Caroline Hall               | (serial)                                |
| 1932 | Midnight Patrol          | Joyce Greeley               |                                         |
| 1932 | The Last of the Mohicans | Cora Munro                  | (serial)                                |
| 1932 | Trapped in Tia Juana     | Dorothy Brandon             | Título alternativo: Her Lover's Brother |

## Lectura adicional
- Michael G. Ankerich (2017). Hairpins and Dead Ends: The Perilous Journeys of 25 Actresses Through Early Hollywood. BearManor. ISBN 978-1-62933-201-7.